# Blackstar (альбом)
Blackstar (іноді позначають як ★) — двадцять п'ятий і останній студійний альбом британського музиканта Девіда Бові, представлений 8 січня 2016 року на 69-й день народження виконавця.. Однойменна заголовна композиція була представлена як сингл 20 листопада 2015 року. 17 грудня 2015 року відбувся реліз синглу «Lazarus», котрий став доступний для цифрового завантаження. Світова прем'єра синглу відбулась на радіостанції BBC Radio 6 Music під час радіошоу Стіва Ламака. Rolling Stone назвали платівку найкращим шедевром Бові, починаючи із 1970-х років.
Альбом отримав позитивні відгуки від музичних критиків і вже після смерті музиканта вперше у його кар'єрі дебютував на першому місці американського хіт-параду Billboard 200. Платівка три тижні поспіль очолювала британський чарт UK Albums Chart.
12 лютого 2017 року Blackstar отримав 3 нагороди Греммі: «Найкращий альтернативний альбом», «Найкраща робота звукоінженера на некласичному альбомі» та «Найкраще рок виконання».

## Передісторія та запис
Бові записував Blackstar, хворіючи на рак печінки, проте про його хворобу не повідомлялось аж до моменту його смерті через два дні після виходу альбому. Як і у випадку попереднього альбому The Next Day, запис Blackstar не був публічно афішованою подією і відбувався у Нью-Йорку у студіях Magic Shop та Human Worldwide Studios. Бові розпочав писати матеріал та створювати демо-записи пісень нового альбому одразу після завершення сесій The Next Day. Спеціально для запису музикант зібрав студійний джазовий гурт під керівництвом Донні Маккасліна.
Дві композиції альбому — «Sue (Or in a Season of Crime)» та «'Tis a Pity She Was a Whore» — вже раніше видавались, проте були перезаписані для Blackstar разом із новою партією саксофону, яку виконав Маккаслін. Члени гурту записували свої партії у студії протягом одного тижня на місяць починаючи із січня по березень 2015, і не були повідомлені про проблеми із здоров'ям у Бові. Як зазначав Маккаслін, гурт працював із Бові «із 11 до 4 кожного дня», а басист Тім Лефевр згадував, що «нам ніколи не здавалось, що він був хворим». Пісня «Lazarus» була додана в однойменний Off-Broadway мюзикл Бові.
Музику композицій відносять до таких жанрів як артрок, джаз, експериментальний рок,, а також відчутні елементи індастріал-року, фолк-року і хіп-хопу. Як зазначав продюсер Тоні Вісконті, вони свідомо намагались «уникнути рок-н-роллу» під час запису. Вісконті та Бові відзначали декількох музикантів, чиї роботи мали вплив на альбом, а саме репера Кендріка Ламара та його альбом To Pimp a Butterfly, електронний дует Boards of Canada та експериментальний хіп-хоп гурт Death Grips. Видання Billboard та CNN зазначали, що тексти пісень альбому вказають на неминучу смерть, а в CNN додають, що альбом «зображає людину, яка бореться із власною смертністю».

## Реліз та оформлення
Заголовна композиція була представлена як сингл 19 листопада 2015 року та була використана у серіалі The Last Panthers. Композиція «Lazarus» стала доступна для цифрового завантаження 17 грудня 2015 року і в цей же день була офіційно представлений на радіостанції BBC 6 Music під час радіошоу Стіва Ламака. Прем'єра альбому відбулась 8 січня 2016, у 69-й день народження музиканта.
Протягом першого тижня у Великій Британії було продано 146 000 копій альбому, а в США за цей час платівка досягла показника у 181 000 копій. Протягом перших декількох днів після релізу було продано весь CD та LP тираж онлайн-рітейлером Amazon.com. 11 — 17 січня 2016 Blackstar очолював iTunes чарти у 25 країнах.
Над оформленням платівки працював дизайнер Джонатан Барнбрук, який розробляв обкладинки попередніх альбомів Бові Heathen, Reality та The Next Day.

## Відгуки критиків
Музичні критики позитивно оцінили Blackstar. На Metacritic альбом отримав 87 балів із 100 на основі 41 рецензії, що свідчить про успішність альбому. Критик Rolling Stone Девід Фріке описав альбом як «рикошет структурної оригінальності і яскравої шрапнелі в тексті». Енді Гілл із The Independent зазначив, що це «найбільш екстримальний альбом у всій його [Бові] кар'єрі», а також заявив, що «у Blackstar він значно віддалився від поп-музики». Том Дойл, рецензент журналу Q написав, що «Blackstar — це більш чітка та інтригуючи заява ніж The Next Day». В огляді від Exclaim! Майкл Ранчіч сказав: «[альбом] є визначальним ствердженням від когось, хто не зацікавлений в тому, щоб жити минулим, і вперше за весь час від того, хто очікує від всіх інших, що його підтримають». У The New York Times альбом описаний «емоційним та загадковим, структурованим та невимушеним, і, що основне, самовільним, таким, що відмовляється догоджати очікуванням радіостанцій чи фанатів».

## Список композицій
| #  | Назва                           | Тривалість |
| -- | ------------------------------- | ---------- |
| 1. | «Blackstar»                     | 9:57       |
| 2. | «Tis a Pity She Was a Whore»    | 4:52       |
| 3. | «Lazarus»                       | 6:22       |
| 4. | «Sue (Or in a Season of Crime)» | 4:40       |
| 5. | «Girl Loves Me»                 | 4:51       |
| 6. | «Dollar Days»                   | 4:44       |
| 7. | «I Can’t Give Everything Away»  | 5:47       |

| Додаткова композиція, доступна у цифровій версії альбому | Додаткова композиція, доступна у цифровій версії альбому | Додаткова композиція, доступна у цифровій версії альбому |
| #                                                        | Назва                                                    | Тривалість                                               |
| -------------------------------------------------------- | -------------------------------------------------------- | -------------------------------------------------------- |
| 8.                                                       | «Blackstar» (відео)                                      | 9:59                                                     |

## Учасники запису
Дані взято із буклету альбому
- Девід Бові — вокал, акустична гітара, мікшування, продюсування, струнні аранжування;
- Тім Лефевр- бас-гітара;
- Марк Гуліана — ударні, перкусія;
- Кевін Кіллен — звукорежисер;
- Ервін Тонкон — асистент звукорежисера;
- Джо Вісциано — асистент звукорежисера;
- Кабір Херсон — асистент звукорежисера;
- Донні Маккаслін — флейта, саксофон, дерев'яні духові інструменти;
- Бен Мондер — гітара;
- Джейсон Лінднер — фортепіано, орган, клавішні;
- Джо Лапорта — мастеринг;
- Том Елмхірст — мікшування;
- Тоні Вісконті — продюсування, струнні, звукорежисер, мікшування;
- Джеймс Мерфі — перкусія (у двох композиціях)[40]

## Чарти
| Чарт (2016)                                        | Найвища позиція |
| -------------------------------------------------- | --------------- |
| Australian Albums (ARIA)                           | 1               |
| Austrian Albums (Ö3 Austria)                       | 1               |
| Belgian Albums (Ultratop Flanders)                 | 1               |
| Belgian Albums (Ultratop Wallonia)                 | 1               |
| Канада Canadian Albums (Billboard)                 | 1               |
| Croatian International Albums (HDU)                | 1               |
| Чехія Czech Albums (ČNS IFPI)                      | 1               |
| Danish Albums (Hitlisten)                          | 1               |
| Dutch Albums (Album Top 100)                       | 1               |
| Фінляндія Finnish Albums (Suomen virallinen lista) | 1               |
| French Albums (SNEP)                               | 1               |
| Німеччина German Albums (Offizielle Top 100)       | 1               |
| Greek Albums (IFPI)                                | 2               |
| Угорщина Hungarian Albums (MAHASZ)                 | 4               |
| Ірландія Irish Albums (IRMA)                       | 1               |
| Italian Albums (FIMI)                              | 1               |
| Japanese Albums (Oricon)                           | 5               |
| Японія Japanese Albums (Oricon)                    | 5               |
| Mexican Albums (AMPROFON)                          | 2               |
| New Zealand Albums (RMNZ)                          | 1               |
| Norwegian Albums (VG-lista)                        | 1               |
| Польща Polish Albums (ZPAV)                        | 1               |
| Portuguese Albums (AFP)                            | 1               |
| Шотландія Scottish Albums (OCC)                    | 1               |
| South Korean Albums (Gaon)                         | 29              |
| South Korean Albums International (Gaon)           | 2               |
| Spanish Albums (PROMUSICAE)                        | 1               |
| Swedish Albums (Sverigetopplistan)                 | 1               |
| Swiss Albums (Schweizer Hitparade)                 | 1               |
| Велика Британія UK Albums (OCC)                    | 1               |
| US Billboard 200                                   | 1               |
| США Top Alternative Albums (Billboard)             | 1               |
| США Top Rock Albums (Billboard)                    | 1               |
| США Top Tastemaker Albums (Billboard)              | 1               |

| Чарт (2016)                      | Найвища позиція |
| -------------------------------- | --------------- |
| Argentine Monthly Albums (CAPIF) | 2               |

| Чарт (2016)                              | Найвища позиція |
| ---------------------------------------- | --------------- |
| Australian Albums (ARIA)                 | 8               |
| Austrian Albums (Ö3 Austria)             | 6               |
| Belgian Albums (Ultratop Flanders)       | 3               |
| Belgian Albums (Ultratop Wallonia)       | 9               |
| Canadian Albums (Billboard)              | 37              |
| Danish Albums (Hitlisten)                | 17              |
| Dutch Albums (Album Top 100)             | 7               |
| French Albums (SNEP)                     | 27              |
| German Albums (Offizielle Top 100)       | 17              |
| Hungarian Albums (MAHASZ)                | 65              |
| Icelandic Albums (Plötutíóindi)          | 18              |
| Italian Albums (FIMI)                    | 16              |
| Japanese Albums (Oricon)                 | 78              |
| Mexican Albums (AMPROFON)                | 94              |
| New Zealand Albums (RMNZ)                | 6               |
| Polish Albums (ZPAV)                     | 40              |
| South Korean Albums International (Gaon) | 39              |
| Spanish Albums (PROMUSICAE)              | 23              |
| Swedish Albums (Sverigetopplistan)       | 20              |
| Swiss Albums (Schweizer Hitparade)       | 6               |
| UK Albums (OCC)                          | 6               |
| US Billboard 200                         | 64              |
| US Top Rock Albums (Billboard)           | 4               |
| Worldwide Albums (IFPI)                  | 5               |

| Чарт (2017)                        | Найвища позиція |
| ---------------------------------- | --------------- |
| Belgian Albums (Ultratop Flanders) | 108             |
| Belgian Albums (Ultratop Wallonia) | 182             |

| Чарт (2010—2019)      | Позиція |
| --------------------- | ------- |
| UK Vinyl Albums (OCC) | 15      |

## Сертифікації
| Регіон | Сертифікація | Продажі   |
| --- | ------------ | --------- |
| Австралія (ARIA) | Платиновий   | 70 000^   |
| Австрія (IFPI Austria) | Платиновий   | 15 000*   |
| Бельгія (BEA) | Платиновий   | 30 000*   |
| Канада (Music Canada) | Платиновий   | 80 000^   |
| Данія (IFPI Denmark) | Платиновий   | 20 000    |
| Франція (SNEP) | Платиновий   | 100 000   |
| Німеччина (BVMI) | Золотий      | 100 000   |
| Італія (FIMI) | Платиновий   | 50 000*   |
| Нідерланди (NVPI) | Платиновий   | 40 000    |
| Нова Зеландія (RIANZ) | Золотий      | 7500^     |
| Польща (ZPAV) | Платиновий   | 20 000    |
| Португалія (AFP) | Золотий      | 7500^     |
| Іспанія (PROMUSICAE) | Золотий      | 20 000    |
| Швеція (IFPI Sweden) | Золотий      | 20 000    |
| Швейцарія (IFPI Switzerland) | Платиновий   | 20 000    |
| Велика Британія (BPI) | Платиновий   | 446,000   |
| США (RIAA) | Золотий      | 500 000   |
| По всьому світу | —            | 1,900,000 |
| *продажі, що базуються лише на сертифікаціях · ^відвантаження, що базуються лише на сертифікаціях · продажі+прослуховування, що базуються лише на сертифікаціях |              |           |